# Miguel Ángel Molfino
Miguel Ángel Molfino (Saladillo, Buenos Aires, 1949), narrador, cuentista y periodista argentino

## Biografía
Es el mayor de seis hermanos (Alejandra, Marcela Esther, Liliana, José Alberto y Gustavo Carlos), hijo del matrimonio del poeta porteño radicado en Resistencia (Chaco) José Adán Molfino Vénere y de Noemí Esther Gianetti de Molfino, asesinada por la última dictadura militar en el marco del Plan Cóndor.
Fue militante del Partido Revolucionario de los Trabajadores, y fue secuestrado en Buenos Aires el 23 de marzo de 1979 y alojado en la comisaría 3. De allí fue derivado al Centro Clandestino de Detención (CCD) “Coordinación Federal”, de donde fue trasladado a la alcaidía policial de Resistencia y más tarde al CCD que funcionaba en la Brigada de Investigaciones, donde fue sometido a brutales torturas. Finalmente fue condenado por un Consejo de Guerra y legalizado. Estuvo en la Unidad 9 de La Plata, en Rawson y en la Unidad 7 de Resistencia. Fue liberado en diciembre de 1983.  Vivió en Buenos Aires, en Chaco y más de una década en México. Narrador, cuentista, periodista de un pasado marcado por la militancia.
Fue testigo en juicios de delitos de lesa humanidad durante la última dictadura cívico militar.

## Actividad
En su juventud fue corresponsal del diario El Mundo y redactor del diario Norte, donde continúa colaborando en 2017 y además escribe en Página/12, Miradas al Sur, El argentino.com, la revista Cuna, entre otras. En los años 80 colaboró en las revistas El Porteño y Crisis.
Fue asimismo, miembro del Consejo Editorial de la revista Puro Cuento que dirigiera Mempo Giardinelli.

## Publicaciones
- 1986 Versiones y Per versiones (crónicas)
- 1987 Nueve Cuentos Nuevos (antología de ganadores en categoría Cuento Infantil en el Premio Coca-Cola en las Artes y en las Ciencias)
- 1994 El mismo viejo ruido (cuentos)
- 2006 Prosas Escogidas (cuentos)
- 2007 Un Libro Raro (relatos, prosas cortas y poemas)
- 2009 La Mágica Aldea del Crepúsculo (haikús) y  Monstruos perfectos (novela),[6]
- 2014 “La Polio” (Wu Wei).
- “Saluda a la muerte de tu parte” es una novela-folletín por entregas publicada por Diario Norte, de Resistencia, ciudad donde reside actualmente.[3]

## Premios
- Su primera novela, Monstruos perfectos editada en el 2010 fue finalista del premio Hammett de la Semana Negra de Gijón.[7]
- Finalista del Premio Violeta Negra al mejor policial de autor extranjero en Francia.[2]
- Ganó el premio Crisis de cuento con su relato “El simple arte de besar” (1986).[6]